# Jim Bostic
James Bostic, detto Jim (Brooklyn, 28 gennaio 1953), è un ex cestista statunitense, professionista nella NBA.

## Carriera
Venne selezionato dai Kansas City Kings all'ottavo giro del Draft NBA 1975 (139ª scelta assoluta).

## Palmarès
- 2 volte EBA All-Star Game MVP (1977, 1978)
- All-CBA First Team (1979)
- Miglior rimbalzista CBA (1980)
- USBL Man of the Year (1986)
- All-USBL Second Team (1985)
- USBL All-Defensive Team (1985)
- Miglior rimbalzista USBL (1986)